# القرش (مسلسل)
القرش أي (بالإنجليزية: Shark)‏ هو مسلسل درامي أمريكي من إنتاج شبكة باراماونت سي بي إس.
يتناول مسلسل «القرش» حياة سيباستيان شارك (جيمس وودز) المهنية والشخصية، حيث يتمتع شارك بجاذبية شديدة وثقة بالغة في النفس، ويعمل مدعيا عاما بعد أن اختار ترك العمل بمهنته التي يعشقها كمحامي دفاع نتيجة حادث مؤسف في إحدى القضايا الموكلة إليه أدى إلى تجلي بعض الحقائق الشخصية حول ذاته.

## روابط خارجية
- القرش على موقع IMDb (الإنجليزية)
- القرش على موقع ميتاكريتيك (الإنجليزية)
- القرش على موقع روتن توميتوز (الإنجليزية)
- القرش على موقع كينوبويسك (الروسية)
- القرش على موقع ألو سيني (الفرنسية)
- القرش على موقع قاعدة بيانات الفيلم (الإنجليزية)